# نورمان باري
نورمان باري (بالإنجليزية: Norman Barry)‏ هو مدرب رياضي ومنافس ألعاب قوى ولاعب كرة قدم أمريكية وسياسي أمريكي، ولد في 25 ديسمبر 1897 في شيكاغو في الولايات المتحدة، وتوفي بنفس المكان في 13 أكتوبر 1988.